# Samtsauce
Samtsauce (französisch sauce velouté [vəluˈte] , veloursauce) bezeichnet eine Gruppe der Weißen Grundsaucen in der klassischen französischen Küche.
Sie besteht aus heller Mehlschwitze, die mit Kalbsfond, Fischfond, Gemüsefond oder Geflügelfond einige Zeit lang gesimmert wurde. Dabei erhält sie ihre namensgebende samtige Konsistenz. Vor dem Servieren kann sie mit einer Liaison aus Ei und Sahne gebunden werden. Je nach verwendetem Grundfond sind die einzelnen Saucen wiederum selbstständige Grundsaucen:
- aus Geflügel: Velouté de volaille (vgl. Geflügelrahmsauce: Sauce suprême)
- aus Kalb: Velouté de veau
- aus Fisch: Velouté de poisson.

## Varianten
Durch Zugabe weiterer Zutaten ergibt sich eine Reihe weiterer Saucen:
| Name                                | Weitere Zutaten                                                                           | Verwendung                          |
| ----------------------------------- | ----------------------------------------------------------------------------------------- | ----------------------------------- |
| Albufera                            | Sauce Suprême, Glace de viande                                                            | pochiertes und geschmortes Geflügel |
| Deutsche Sauce/Allemande/Parisienne | Pilze, Eigelb, Zitrone                                                                    | Geflügel                            |
| Américaine                          | Anchovis, Fischabschnitte, Butter                                                         | Fisch                               |
| Aurore                              | Tomatenpüree                                                                              | Eier, Weißes Fleisch, Geflügel      |
| Aurore maigre                       | Fischabschnitte, Butter                                                                   | Fisch                               |
| Aux crevettes                       | Fischabschnitte, Sahne, Garnelenschalen, Butter                                           | Fisch, Eiergerichte                 |
| Bercy                               | Schalotten, Weißwein, Fischabschnitte, Butter, Petersilie                                 | Fisch                               |
| Bonnefoy                            | Weiße Sauce bordelaise mit Weißwein und Velouté statt Rotwein und Brauner Sauce, Estragon | gegrillter Fisch, Weißes Fleisch    |
| Bretonne                            | Fischabschnitte, Sahne, Lauch, Sellerie, Zwiebeln, Pilze                                  | Fisch                               |
| Chivry                              | Weißwein, Kerbel, Petersilie, Estragon, Schalotten, Schnittlauch, Pimpinelle              | pochiertes und gekochtes Geflügel   |
| Diplomate                           | Fischabschnitte, Butter, Hummerfleisch, Trüffel                                           | ganze Fische                        |
| Normande                            | Fischabschnitte, Pilze, Miesmuscheln, Zitronensaft, Eigelb                                | Seezunge, Fischgerichte, als Basis  |
| Suprême                             | Pilze, Sahne, Butter                                                                      | Geflügel                            |
| Villeroy                            | Pilze, Eigelb, Zitrone, Schinken, Trüffel                                                 | als Überzug vor dem Panieren        |
| Vin blanc                           | Fischabschnitte, Eigelb, Butter                                                           | Fisch                               |